# Holowesko Citadel Racing Team
L'equip Holowesko Citadel Racing Team, conegut anteriorment com a Hincapie Sportswear Development Team, (codi UCI: HSD) és un equip ciclista professional dels Estats Units de categoria Continental fins al 2017. Des de 2018 és equip de categoria continental professional. El 2008 pel ciclista George Hincapie, va passar al professionalisme al 2008

## Principals victòries
- París-Arràs Tour: Joey Rosskopf (2013)
- Tour de Beauce: Toms Skujiņš (2014), Andžs Flaksis (2017)
- Redlands Bicycle Classic: Joey Rosskopf (2014)
- Winston Salem Cycling Classic: Toms Skujiņš (2015), Robin Carpenter (2017)
- Tour d'Alberta: Robin Carpenter (2016)
- Delta Road Race: John Murphy (2017)

### Grans Voltes
- Tour de França
  - 0 participacions

- Giro d'Itàlia
  - 0 participacions

- Volta a Espanya
  - 0 participacions

## Composició de l'equip
| \| Llista de l'equip 2016 \| Llista de l'equip 2016 \| Llista de l'equip 2016 \| Llista de l'equip 2016 \| \| Ciclista \| Data de naixement \| Equip previ \| \| \| --------------------------------------- \| ---------------------- \| --------------------------------------- \| ---------------------- \| \| Mac Brennan \| 15 de juliol de 1990 \| \| \| \| Miguel Bryon \| 10 de gener de 1995 \| \| \| \| Robin Carpenter \| 20 de juny de 1992 \| Chipotle-First Solar Development (2012) \| \| \| Oscar Clark \| 20 de febrer de 1989 \| Realcyclist.com (2011) \| \| \| Andžs Flaksis \| 18 de març de 1991 \| Rietumu-Delfin (2014) \| \| \| Jonathan Hornbeck \| 30 de octubre de 1989 \| \| \| \| Charles Hough \| 27 de gener de 1995 \| \| \| \| Andrei Krasilnikau \| 25 de abril de 1989 \| Minsk Cycling Club (2015) \| \| \| Joseph Lewis \| 13 de gener de 1989 \| Trek Livestrong U23 (2011) \| \| \| Travis McCabe \| 12 de maig de 1989 \| SmartStop (2015) \| \| \| Brendan Rhim \| 19 de desembre de 1995 \| \| \| \| Robbie Squire \| 1 de abril de 1990 \| Jamis-Hagens Berman (2014) \| \| \| \| \| \| \| \| Fonts: ProCyclingStats Cycling Archives \| \| \| \|Nota: Mac Brennan |                        |                                         |  |
| Llista de l'equip 2016 |                        |                                         |  |
| Ciclista | Data de naixement      | Equip previ                             |  |
| Mac Brennan | 15 de juliol de 1990   |                                         |  |
| Miguel Bryon | 10 de gener de 1995    |                                         |  |
| Robin Carpenter | 20 de juny de 1992     | Chipotle-First Solar Development (2012) |  |
| Oscar Clark | 20 de febrer de 1989   | Realcyclist.com (2011)                  |  |
| Andžs Flaksis | 18 de març de 1991     | Rietumu-Delfin (2014)                   |  |
| Jonathan Hornbeck | 30 de octubre de 1989  |                                         |  |
| Charles Hough | 27 de gener de 1995    |                                         |  |
| Andrei Krasilnikau | 25 de abril de 1989    | Minsk Cycling Club (2015)               |  |
| Joseph Lewis | 13 de gener de 1989    | Trek Livestrong U23 (2011)              |  |
| Travis McCabe | 12 de maig de 1989     | SmartStop (2015)                        |  |
| Brendan Rhim | 19 de desembre de 1995 |                                         |  |
| Robbie Squire | 1 de abril de 1990     | Jamis-Hagens Berman (2014)              |  |
| |                        |                                         |  |
| Fonts: ProCyclingStats Cycling Archives |                        |                                         |  |

| \| Llista de l'equip 2017 \| Llista de l'equip 2017 \| Llista de l'equip 2017 \| Llista de l'equip 2017 \| \| Ciclista \| Data de naixement \| Equip previ \| \| \| ----------------------- \| ---------------------- \| --------------------------------------- \| ---------------------- \| \| Mac Brennan \| 15 de juliol de 1990 \| \| \| \| Miguel Bryon \| 10 de gener de 1995 \| \| \| \| Robin Carpenter \| 20 de juny de 1992 \| Chipotle-First Solar Development (2012) \| \| \| Oscar Clark \| 20 de febrer de 1989 \| Realcyclist.com (2011) \| \| \| Rubén Companioni Blanco \| 18 de maig de 1990 \| Jamis (2016) \| \| \| Taylor Eisenhart \| 14 de juny de 1994 \| BMC Development (2016) \| \| \| Andžs Flaksis \| 18 de març de 1991 \| Rietumu-Delfin (2014) \| \| \| Andrei Krasilnikau \| 25 de abril de 1989 \| Minsk Cycling Club (2015) \| \| \| Joseph Lewis \| 13 de gener de 1989 \| Trek Livestrong U23 (2011) \| \| \| Tyler Magner \| 3 de maig de 1991 \| UnitedHealthcare (2016) \| \| \| John Murphy \| 15 de desembre de 1984 \| UnitedHealthcare (2016) \| \| \| Brendan Rhim \| 19 de desembre de 1995 \| \| \| \| \| \| \| \| \| Font: ProCyclingStats \| \| \| \|Nota: Mac Brennan |                        |                                         |  |
| Llista de l'equip 2017 |                        |                                         |  |
| Ciclista | Data de naixement      | Equip previ                             |  |
| Mac Brennan | 15 de juliol de 1990   |                                         |  |
| Miguel Bryon | 10 de gener de 1995    |                                         |  |
| Robin Carpenter | 20 de juny de 1992     | Chipotle-First Solar Development (2012) |  |
| Oscar Clark | 20 de febrer de 1989   | Realcyclist.com (2011)                  |  |
| Rubén Companioni Blanco | 18 de maig de 1990     | Jamis (2016)                            |  |
| Taylor Eisenhart | 14 de juny de 1994     | BMC Development (2016)                  |  |
| Andžs Flaksis | 18 de març de 1991     | Rietumu-Delfin (2014)                   |  |
| Andrei Krasilnikau | 25 de abril de 1989    | Minsk Cycling Club (2015)               |  |
| Joseph Lewis | 13 de gener de 1989    | Trek Livestrong U23 (2011)              |  |
| Tyler Magner | 3 de maig de 1991      | UnitedHealthcare (2016)                 |  |
| John Murphy | 15 de desembre de 1984 | UnitedHealthcare (2016)                 |  |
| Brendan Rhim | 19 de desembre de 1995 |                                         |  |
| |                        |                                         |  |
| Font: ProCyclingStats |                        |                                         |  |

| \| Llista de l'equip 2018 \| Llista de l'equip 2018 \| Llista de l'equip 2018 \| Llista de l'equip 2018 \| \| Ciclista \| Data de naixement \| Equip previ \| \| \| ----------------------- \| ---------------------- \| ------------------------------------- \| ---------------------- \| \| Miguel Bryon \| 10 de gener de 1995 \| \| \| \| Nicolai Brøchner \| 4 de juliol de 1993 \| Riwal Platform (2017) \| \| \| Rubén Companioni Blanco \| 18 de maig de 1990 \| Jamis (2016) \| \| \| Andrew Dahlheim \| 9 de juny de 1988 \| \| \| \| Taylor Eisenhart \| 14 de juny de 1994 \| BMC Development (2016) \| \| \| Andžs Flaksis \| 18 de març de 1991 \| Rietumu-Delfin (2014) \| \| \| Bryan Gómez \| 19 de novembre de 1994 \| Champion System-Stan's NoTubes (2015) \| \| \| Andrei Krasilnikau \| 25 de abril de 1989 \| Minsk Cycling Club (2015) \| \| \| Joseph Lewis \| 13 de gener de 1989 \| Trek Livestrong U23 (2011) \| \| \| Fabian Lienhard \| 3 de setembre de 1993 \| Team Vorarlberg (2017) \| \| \| John Murphy \| 15 de desembre de 1984 \| UnitedHealthcare (2016) \| \| \| Brendan Rhim \| 19 de desembre de 1995 \| \| \| \| Brayan Sánchez \| 3 de juny de 1994 \| Medellín-Inder (2017) \| \| \| Morgan Schmitt \| 3 de gener de 1985 \| \| \| \| Evan Bybee \| 13 de març de 1989 \| \| \| \| Grant Koontz \| 28 de gener de 1994 \| \| \| \| \| \| \| \| \| Font: ProCyclingStats \| \| \| \| |                        |                                       |  |
| Llista de l'equip 2018 |                        |                                       |  |
| Ciclista | Data de naixement      | Equip previ                           |  |
| Miguel Bryon | 10 de gener de 1995    |                                       |  |
| Nicolai Brøchner | 4 de juliol de 1993    | Riwal Platform (2017)                 |  |
| Rubén Companioni Blanco | 18 de maig de 1990     | Jamis (2016)                          |  |
| Andrew Dahlheim | 9 de juny de 1988      |                                       |  |
| Taylor Eisenhart | 14 de juny de 1994     | BMC Development (2016)                |  |
| Andžs Flaksis | 18 de març de 1991     | Rietumu-Delfin (2014)                 |  |
| Bryan Gómez | 19 de novembre de 1994 | Champion System-Stan's NoTubes (2015) |  |
| Andrei Krasilnikau | 25 de abril de 1989    | Minsk Cycling Club (2015)             |  |
| Joseph Lewis | 13 de gener de 1989    | Trek Livestrong U23 (2011)            |  |
| Fabian Lienhard | 3 de setembre de 1993  | Team Vorarlberg (2017)                |  |
| John Murphy | 15 de desembre de 1984 | UnitedHealthcare (2016)               |  |
| Brendan Rhim | 19 de desembre de 1995 |                                       |  |
| Brayan Sánchez | 3 de juny de 1994      | Medellín-Inder (2017)                 |  |
| Morgan Schmitt | 3 de gener de 1985     |                                       |  |
| Evan Bybee | 13 de març de 1989     |                                       |  |
| Grant Koontz | 28 de gener de 1994    |                                       |  |
| |                        |                                       |  |
| Font: ProCyclingStats |                        |                                       |  |

## Classificacions UCI

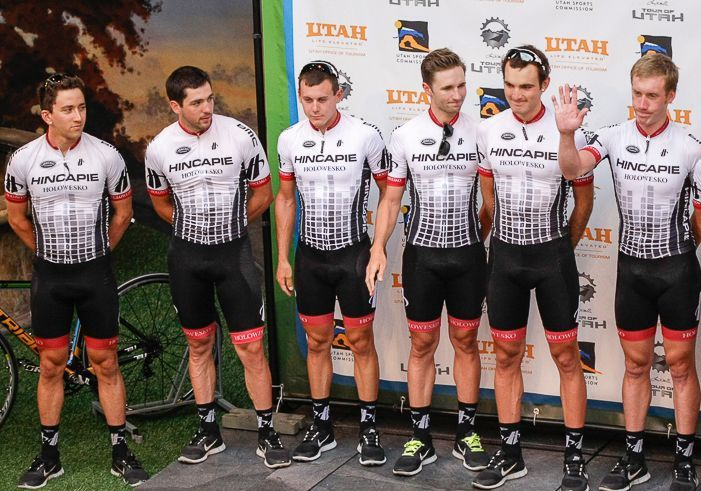
L'equip al 2013

L'equip participa en les proves dels circuits continentals i principalment en les curses del calendari de l'UCI Amèrica Tour. Aquesta taula presenta les classificacions de l'equip als circuits, així com el seu millor corredor en la classificació individual.
UCI Àfrica Tour
| Temporada | Classificació per equips | Millor ciclista en la classificació individual |
| --------- | ------------------------ | ---------------------------------------------- |
| 2012      | 23è                      | Tyler Magner (156è)                            |

UCI Amèrica Tour
| Temporada | Classificació per equips | Millor ciclista en la classificació individual |
| --------- | ------------------------ | ---------------------------------------------- |
| 2012      | 40è                      | Tanner Putt (269è)                             |
| 2013      | 15è                      | Joseph Lewis (76è)                             |
| 2014      | 4t                       | Joey Rosskopf (7è)                             |
| 2015      | 3r                       | Toms Skujiņš (1r)                              |
| 2016      | 1r                       | Robin Carpenter (8è)                           |
| 2017      | 2n                       | Robin Carpenter (5è)                           |
| 2018      | 14è                      | Fabian Lienhard (62è)                          |

UCI Àsia Tour
| Temporada | Classificació per equips | Millor ciclista en la classificació individual |
| --------- | ------------------------ | ---------------------------------------------- |
| 2012      | 39è                      | Tyler Magner (107è)                            |
| 2013      | 62è                      | Joey Rosskopf (212è)                           |
| 2016      | 88è                      | Robin Carpenter (514è)                         |
| 2018      | 195è                     | Fabian Lienhard (621è)                         |

UCI Europa Tour
| Temporada | Classificació per equips | Millor ciclista en la classificació individual |
| --------- | ------------------------ | ---------------------------------------------- |
| 2013      | 87è                      | Joey Rosskopf (195è)                           |
| 2014      | 112è                     | Toms Skujiņš (664è)                            |
| 2015      | 89è                      | Toms Skujiņš (521è)                            |
| 2016      | 128è                     | Andrei Krasilnikau (1174è)                     |
| 2017      | 124è                     | Andrei Krasilnikau (999è)                      |
| 2018      | 65è                      | Fabian Lienhard (405è)                         |

UCI Oceania Tour
| Temporada | Classificació per equips | Millor ciclista en la classificació individual |
| --------- | ------------------------ | ---------------------------------------------- |
| 2012      | 12è                      | Joseph Lewis (23è)                             |
| 2014      | 12è                      | Dion Smith (53è)                               |
| 2015      | 7è                       | Dion Smith (15è)                               |